# Fjädervikt i fristil i brottning vid olympiska sommarspelen 1984
Herrarnas brottningsturnering i fristil i viktklassen fjädervikt vid olympiska sommarspelen 1984 avgjordes i Anaheim Convention Center i Anaheim. 

## Medaljörer
| Klass      | Guld                | Silver                | Brons                    |
| Fjädervikt | Randall Lewis · USA | Kosei Akaishi · Japan | Lee Jung-Keun · Sydkorea |

## Resultat
- TO — Vinst genom fall
- SP — Vinst genom överlägsenhet, 12-14 poängs skillnad, förloraren med poäng
- SO — Vinst genom överlägsenhet, 12-14 poängs skillnad, förloraren utan poäng
- ST — Vinst genom teknisk överlägsenhet, 15 poäng skillnad
- PP — Vinst genom poäng, förloraren med tekniska poäng
- PO — Vinst genom poäng, förloraren utan tekniska poäng
- PA — Vinst genom att motståndaren skadas
- DQ — Vinst genom förverkande
- D2 — Båda brottarna diskvalificerade på grund av passivitet  (0-0 poäng)
- DNA — Dök inte upp
- L — Förluster
- ER — Elimineringsrunda
- CP — Klassificeringspoäng
- TP — Tekniska poäng

- PA — Vinst genom att motståndaren skadats

### Elimineringsrunda

#### Pool A
| L              |                       | CP        | TP       |                       | L        |          |
| Omgång 1       | Omgång 1              | Omgång 1  | Omgång 1 | Omgång 1              | Omgång 1 | Omgång 1 |
| -------------- | --------------------- | --------- | -------- | --------------------- | -------- | -------- |
| 0              | Selman Kaygusuz (TUR) | 3-1 PP    | 6-5      | Martin Herbster (FRG) | 1        |          |
| 0              | Lee Jung-Keun (KOR)   | 4-0 TF    | 0:55     | José Inagaki (PER)    | 1        |          |
| 0              | Carmelo Flores (PUR)  | 4-0 TF    | 2:48     | Pascal Segning (CMR)  | 1        |          |
| 0              | Kosei Akaishi (JPN)   | 3-1 PP    | 7-4      | Bob Robinson (CAN)    | 1        |          |
| Omgång 2       |                       |           |          |                       |          |          |
| 1              | Selman Kaygusuz (TUR) | .5-3.5 SP | 1-10     | Lee Jung-Keun (KOR)   | 0        |          |
| 1              | Martin Herbster (FRG) | 4-0 TF    | 1:22     | José Inagaki (PER)    | 2        |          |
| 1              | Carmelo Flores (PUR)  | 0-4 TF    | 1:40     | Kosei Akaishi (JPN)   | 0        |          |
| 2              | Pascal Segning (CMR)  | 0-4 ST    | 0-13     | Bob Robinson (CAN)    | 1        |          |
| Omgång 3       |                       |           |          |                       |          |          |
| 1              | Selman Kaygusuz (TUR) | 4-0 ST    | 13-0     | Carmelo Flores (PUR)  | 2        |          |
| 1              | Martin Herbster (FRG) | 3-1 PP    | 8-1      | Kosei Akaishi (JPN)   | 1        |          |
| 0              | Lee Jung-Keun (KOR)   | 3-1 PP    | 10-9     | Bob Robinson (CAN)    | 2        |          |
| Omgång 4       |                       |           |          |                       |          |          |
| 2              | Selman Kaygusuz (TUR) | 0-4 ST    | 0-12     | Kosei Akaishi (JPN)   | 1        |          |
| 2              | Martin Herbster (FRG) | 0-4 TF    | 2:30     | Lee Jung-Keun (KOR)   | 0        |          |
| Sista omgången |                       |           |          |                       |          |          |
|                | Lee Jung-Keun (KOR)   | 0-3 PO    | 0-7      | Kosei Akaishi (JPN)   |          |          |

| Brottare              | L | ER | CP   | Sista |
| --------------------- | - | -- | ---- | ----- |
| Kosei Akaishi (JPN)   | 1 | -  | 12   | 3     |
| Lee Jung-Keun (KOR)   | 0 | -  | 14.5 | 0     |
| Martin Herbster (FRG) | 2 | 4  | 8    |       |
| Selman Kaygusuz (TUR) | 2 | 4  | 7.5  |       |
| Bob Robinson (CAN)    | 2 | 3  | 6    |       |
| Carmelo Flores (PUR)  | 2 | 3  | 4    |       |
| Pascal Segning (CMR)  | 2 | 2  | 0    |       |
| José Inagaki (PER)    | 2 | 2  | 0    |       |

#### Pool B
| L              |                        | CP        | TP       |                        | L        |          |
| Omgång 1       | Omgång 1               | Omgång 1  | Omgång 1 | Omgång 1               | Omgång 1 | Omgång 1 |
| -------------- | ---------------------- | --------- | -------- | ---------------------- | -------- | -------- |
| 0              | Gérard Santoro (FRA)   | 3.5-.5 SP | 9-1      | Daniel Navarrete (ARG) | 1        |          |
| 1              | Leonardo Camacho (BOL) | 0-4 ST    | 0-12     | Antonio La Bruna (ITA) | 0        |          |
| 1              | Mark Dunbar (GBR)      | 0-4 ST    | 0-12     | Randall Lewis (USA)    | 0        |          |
| 1              | Gian Singh (IND)       | 1-3 PP    | 2-6      | Cris Brown (AUS)       | 0        |          |
| Omgång 2       |                        |           |          |                        |          |          |
| 0              | Gérard Santoro (FRA)   | 3.5-.5 SP | 10-2     | Leonardo Camacho (BOL) | 2        |          |
| 2              | Daniel Navarrete (ARG) | 0-4 ST    | 0-13     | Antonio La Bruna (ITA) | 0        |          |
| 2              | Mark Dunbar (GBR)      | 1-3 PP    | 5-6      | Gian Singh (IND)       | 1        |          |
| 0              | Randall Lewis (USA)    | 4-0 ST    | 13-1     | Cris Brown (AUS)       | 1        |          |
| Omgång 3       |                        |           |          |                        |          |          |
| 1              | Gérard Santoro (FRA)   | 0-3 PO    | 0-5      | Antonio La Bruna (ITA) | 0        |          |
| 0              | Randall Lewis (USA)    | 4-0 ST    | 12-0     | Gian Singh (IND)       | 2        |          |
| 1              | Cris Brown (AUS)       |           |          | Bye                    |          |          |
| Omgång 4       |                        |           |          |                        |          |          |
| 1              | Cris Brown (AUS)       | 3.5-0 SO  | 8-0      | Gérard Santoro (FRA)   | 2        |          |
| 1              | Antonio La Bruna (ITA) | 0-4 ST    | 3-15     | Randall Lewis (USA)    | 0        |          |
| Sista omgången |                        |           |          |                        |          |          |
|                | Randall Lewis (USA)    | 4-0 ST    | 13-1     | Cris Brown (AUS)       |          |          |
|                | Antonio La Bruna (ITA) | 0-4 ST    | 3-15     | Randall Lewis (USA)    |          |          |
|                | Cris Brown (AUS)       | 3-1 PP    | 4-3      | Antonio La Bruna (ITA) |          |          |

| Brottare               | L | ER | CP  | Sista |
| ---------------------- | - | -- | --- | ----- |
| Randall Lewis (USA)    | 0 | -  | 16  | 8     |
| Cris Brown (AUS)       | 1 | -  | 6.5 | 3     |
| Antonio La Bruna (ITA) | 1 | -  | 11  | 1     |
| Gérard Santoro (FRA)   | 2 | 4  | 7   |       |
| Gian Singh (IND)       | 2 | 3  | 4   |       |
| Mark Dunbar (GBR)      | 2 | 2  | 1   |       |
| Leonardo Camacho (BOL) | 2 | 2  | 0.5 |       |
| Daniel Navarrete (ARG) | 2 | 2  | 0.5 |       |

### Slutkamper
|                       | CP        | TP        |                        |           |
| 5:e plats             | 5:e plats | 5:e plats | 5:e plats              | 5:e plats |
| --------------------- | --------- | --------- | ---------------------- | --------- |
| Martin Herbster (FRG) | 3-1 PP    | 11-4      | Antonio La Bruna (ITA) |           |
| Bronsmatch            |           |           |                        |           |
| Lee Jung-Keun (KOR)   | 3-1 PP    | 11-6      | Cris Brown (AUS)       |           |
| Final                 |           |           |                        |           |
| Kosei Akaishi (JPN)   | 0-4 ST    | 11-24     | Randall Lewis (USA)    |           |